# Pierre-Adrien Dalpayrat
Pierre-Adrien Dalpayrat fue un ceramista y escultor francés, nacido el 14 de abril de 1844 en Limoges y fallecido el 10 de agosto de 1910 en la misma ciudad.